# Шахов Альберт Георгійович
Альберт Георгійович Шахов (нар. 5 жовтня 1975) — український футболіст, що грав на позиції як нападника, так і захисника та півзахисника. Відомий за виступами за низку команд різних ліг України, Росії, Ізраїлю. По закінченні виступів на футбольних полях — український футбольний тренер, з 25 серпня до 30 листопада 2017 року — виконувач обов'язків головного тренера футбольного клубу «Волинь». Пізніше ще раз був головним тренером «Волині» аж до початку 2022 року.

## Клубна кар'єра
Альберт Шахов розпочав займатись футболом у дніпропетровській футбольній школі «Дніпро-75». Виступи на футбольних полях молодий футболіст розпочав у складі аматорської на той час команди «Металург» із Дніпродзержинська. У сезоні 1992—1993 років Альберт Шахов виступав у складі першої своєї професійної команди — «Шахтаря» з Павлограда, який грав у першій українській лізі. Наступного року команда вибула до другої ліги, проте Шахов став в цьому сезоні одним із гравців основи клубу, а в кінці 1994 року отримав запрошення до вищолігового клубу «Дніпро» з Дніпропетровська, проте зіграв у основі клубу лише 2 матчі, й наступний сезон провів у клубі другої ліги «Металург» з Новомосковська, який на той час фактично був фарм-клубом «Дніпра».
Сезон 1996—1997 Альберт Шахов розпочав у вищоліговому клубі «Кремінь» із Кременчука, один матч зіграв і за його фарм-клуб «Гірник-спорт» з другої ліги, проте за короткий час виїхав до Ізраїлю, де зіграв 3 матчі за клуб найвищого ізраїльського дивізіону «Маккабі» з Петах-Тікви, а пізніше повернувся до України, і завершив сезон у іншій вищоліговій команді — вінницькій «Ниві».
У кінці 1997 року футболіст грав у складі російського клубу «Уралмаш» з Єкатеринбурга, який грав у першій російській лізі. За півроку футболіст повернувся до України, де грав за аматорську команду «Дружба-Хліб» з Магдалинівки. У кінці 1999 року Шахов удруге їде на виступи до російського клубу, та стає гравцем першолігового ставропольського «Динамо», проте зіграв за клуб лише 1 матч. У 2000 році футболіст повертається до України, де стає гравцем аматорського клубу «Оріон» з Новомосковська.
У серпні 2000 року Альберт Шахов стає гравцем першолігового клубу СК «Волинь-1» з Луцька. У команді він був одним із основних гравців клубу, зіграв за сезон 24 матчі в чемпіонаті та 1 матч в Кубку України, проте після закінчення сезону покинув клуб, та став гравцем друголігового клубу ЛУКОР з Калуша, за який виступав протягом сезону 2001—2002 років. Наступний сезон Альберт Шахов провів у складі першолігового клубу «Прикарпаття» з Івано-Франківська. На початку сезону 2003—2004 Шахов став гравцем друголігового клубу «Кримтеплиця», проте вже на початку 2004 року футболіст повернувся до Івано-Франківська, проте цього разу він зіграв за клуб лише 4 матчі в чемпіонаті, та ще 9 матчів провів за фарм-клуб івано-франківців «Спартак-2». На початку сезону 2004—2005 Шахов перейшов до складу іншого першолігового клубу — МФК «Миколаїв», проте й у цій команді футболіст грав лише півроку, після чого перейшов до складу друголігового клубу «Бершадь», в якому зіграв лише 2 матчі, після чого поповнив склад аматорського клубу «Сокіл» з Бережан.
На початку сезону 2005—2006 Альберт Шахов став гравцем друголігового клубу «Ялос» із Ялти, а вже за півроку став гравцем іншого кримського клубу — «Хіміка» з Красноперекопська, за який виступав протягом двох з половиною років. Протягом 2008—2009 років Шахов грав у складі клубу першої ліги «Севастополь». У цьому сезоні команда з міста моряків не зуміла вибороти місце у вищому дивізіоні України, й футболіст перейшов до іншого першолігового кримського клубу «Фенікс-Іллічовець». За півроку Альберт Шахов вирішив поїхати грати до Польщі, де став гравцем нижчолігового клубу «Сталь» з Красника.

## Тренерська кар'єра
Після повернення з Польщі до України Альберт Шахов розпочав тренерську кар'єру, увійшовши до тренерського штабу своєї колишньої команди «Фенікс-Іллічовець». Наступного року, після розформування калінінської команди, колишній футболіст увійшов до тренерського штабу новоствореної команди «Жемчужина» з Ялти. Наступного року Альберт Шахов виходив на поле у складі ялтинської команди, та став одним із п'яти найбільш вікових гравців другої ліги в сезоні 2012—2013.
У 2013 році Альберт Шахов розпочав роботу в системі футбольного клубу «Волинь» на посаді тренера ДЮСШ «Волині». На цій посаді колишній футболіст працював до червня 2015 року, а з липня 2015 року Шахов став тренером команди «Волині» віком до 19 років. У 2016 році, разом із низкою інших досвідчених і вікових футболістів, Шахов грав за аматорський ФК «Луцьк», яка мала замінити «Волинь» в чемпіонаті України. Проте, після покращення фінансового стану «Волині», ФК «Луцьк» вимушений був знятися із розіграшу аматорського чемпіонату України, незважаючи на попередні заяви про продовження участі команди в чемпіонаті.
У кінці липня 2016 року головний тренер «Волині» Віталій Кварцяний відправив у відставку тренерський штаб команди після розгромної поразки лучан в чемпіонаті України від дніпровського «Дніпра», після чого він запросив Альберта Шахова стати одним із його асистентів у команді.
На посаді одного з тренерів клубу Альберт Шахов працював до 21 серпня 2017 року, поки новий головний тренер клубу Ярослав Комзюк не написав заяву про відставку з поста головного тренера клубу після невдалого старту «Волині» в чемпіонаті України в першій лізі. З 25 серпня Альберт Шахов став виконуючим обов'язки головного тренера клубу. Дебют його як головного тренера в чемпіонаті відбувся 25 серпня 2017 року в домашньому матчі чемпіонату проти клубу «Суми», який лучани виграли з рахунком 1-0. Проте надалі справи в команді пішли не так вдало, команда програла кілька матчів поспіль, і вже новий головний тренер навіть звинувачував своїх підопічних у здачі матчів. Команда опускалась усе нижче в турнірній таблиці. й перед зимовою перервою в чемпіонаті керівництво клубу вирішило звільнити Шахова з поста головного тренера клубу, призначивши на це місце Віктора Богатиря, сам же Шахов залишився працювати в клубі на посаді тренера. У сезоні 2020—2021 року Шахов очолював дочірню команду луцького клубу «Волинь-2», яка грала у другій лізі. 27 червня, після відставки Василя Сачка з поста головного тренера «Волині», Альберт Шахов став головним тренером луцької команди. На цій посаді працював до припинення виступів команди в першості внаслідок російського вторгнення.